# Camp d'en Coll
El Camp d'en Coll és un camp de conreu del terme municipal de Sant Quirze Safaja, a la comarca del Moianès, en territori del poble de Bertí.
Es troba a l'extrem de llevant del terme municipal i del territori del poble de Bertí, al costat de migdia de l'Escletxot de Can Volant, al nord de la masia del Sot del Grau, al nord-oest del Mirador del Sot del Grau, en el vessant meridional del Serrat de les Escorces i a llevant de Sant Pere de Bertí. Pel seu costat nord-oest discorre el Camí de Sant Pere de Bertí, i pel sud-est, el Camí del Sot del Grau.